# 池田祐久
池田 祐久（いけだ まさひさ、1966年〈昭和41年〉8月26日～）は、外国法事務弁護士、米国コロンビア特別区弁護士、米国ニューヨーク州弁護士。
米国法律事務所シャーマン アンド スターリング（Shearman & Sterling）執行パートナー。ハーバード・ロー・スクール執行委員。皇后雅子の義弟。
また、三極委員会アジア太平洋委員会ディレクター（2023年～）、東京財団政策研究所理事（2017年～）、国際文化会館評議員（2016年～）などを務めている。

## 人物
1966年（昭和41年）8月26日、東京都生まれ。目黒区立東山小学校、東京学芸大学附属竹早中学校、米国メリーランド州ウォルト・ウイットマン高校（Walt Whitman High School）を経て、帰国後東京学芸大学附属高等学校を卒業。
1985年、米国ハーバード大学経済学部に入学。同校卒業後、1990年に東京大学法学部を卒業。その後、ハーバード・ロー・スクール法務博士課程を1993年に修了。
2000年に皇太子妃雅子（当時）の妹である小和田礼子と結婚。
国内法分野としては一般企業法務、コーポレートガバナンス、独占禁止法、危機管理を得意分野としている。その得意分野を評価され、省庁の委員や研究協力者も務めている。
日本経済新聞が毎年開催する「企業が選ぶ日本の弁護士ランキング」で、2011年から2013年では3年連続で総合ランキング外国法部門4位、2014年には3位、2018年には9位にランクイン し、法律業界紙にも日本を代表する弁護士として選ばれる など国内外で高い評価を得ている。The Best Lawyers in Japanの2020年版から2023年版において、Antitrust / Competition Law、Capital Markets Law、Corporate and Mergers and Acquisitions Law、Private Equity、Private Funds and Venture Capital Law等の分野で4年連続Best Lawyerに選出。

## 経歴
- 1989年、ハーバード大学経済学部卒業。
- 1990年、東京大学法学部卒業。
- 1993年、ハーバード・ロー・スクール法務博士課程修了[19]。
- 2000年、小和田礼子と結婚。
- 2002年、シャーマン アンド スターリング日本代表（東京オフィス代表）に就任[20]。
- 2006年、IPBA（Inter Pacific Bar Association 環太平洋法曹協会）国際投資委員会副委員長に就任。
- 2014年、ハーバード大学同窓会25周年委員会 副会長を務める[21]。
- 2014年、UWC ISAK（United World College ISAK Japan ユナイテッド・ワールド・カレッジISAKジャパン）のファウンダーの一人として名を連ね、2022年から評議員に就任[22][23]。
- 2015年、シャーマン アンド スターリング執行パートナーに就任[24]。
- 2016年、シャーマン アンド スターリング アジア統括に就任[25]。
- 2016年、国際文化会館評議員に就任[26]。
- 2017年、東京財団政策研究所理事に就任[27]。
- 2018年、ハーバード・ロー・スクール執行委員に就任[28]。
- 2021年、紺綬褒章を受章[29]。
- 2022年、三極委員会アジア太平洋委員会代表委員に就任[30][31]。
- 2023年、三極委員会アジア太平洋委員会ディレクターに就任[30][32]。

## 親族
- 父：池田右二 - 外交官、 外務省国連局審議官、ヨルダン大使、ウィーン国連政府代表部大使[33]
- 母：池田美智子 -  GATT事務局経済分析官、ジョンズ・ホプキンズ大学国際問題高等研究所（SAIS）客員研究員、上智大学助教授、東海大学教授
- 妻：池田礼子 -   国際公務員。日本ユニセフ協会顧問

## メディア
法務専門誌 や、日刊紙、特に日本経済新聞に頻繁に国際法(特に欧米法)に関してコメントを寄せている。

## 論文・文献
- スクープ報道対応のグローバル実務[47]
- 『SECへのフォームF4登録の実務対応』（森村佳奈共著）[48]
- 『日本企業の弱点を克服　半贈賄コンプライアンス』[49]
- 『Japanese issuers grapple with Sarbanes-Oxley Act』(英語)[50]
- 『International Financial Law Review (IFLR)「Is Japan ready for poison pills? /日本はポイズン・ピルを飲む準備ができているか。」』(英語)[51][52]